# Forenzní lingvistika
Forenzní lingvistika je obor aplikované lingvistiky (nazývána také jako jazyková expertiza nebo soudní lingvistika) je interdisciplinární obor na pomezí lingvistiky a právních věd, zejména kriminalistiky, a je jedním z nejnovějších oborů, v němž se lingvistika uplatňuje v praxi. Zkoumání forenzní lingvistiky mohou doplňovat také poznatky psychologie, sociologie či grafologie.

## Obecná charakteristika
Hlavní náplní forenzní lingvistiky je jazyková analýza a interpretace textu (psaného (tištěného) i mluveného), jejímž cílem je zjistit z projevů původce textu skutečnosti či indicie, které původce sdělit nezamýšlel. Tím se forenzní lingvistka liší od psycholingvistiky, jejímž cílem je identifikovat významné osobnostní rysy původce textu, které by hledání této osoby ulehčily nebo by vedly (v ideálním případě) k přímému určení, přiřazení autorství textu. Slovy Malcolma Coultharda, jednoho z nejvýznamnějších forenzních lingvistů, je úkolem forenzní lingvistiky „odhalit, co texty říkají doopravdy, naučit texty jasněji se vyjádřit, interpretovat jejich význam, zdůraznit jejich užitečnost pro soudy a identifikovat hlasy autorů textů“ („to discover what texts are actually saying, to teach texts to express themselves better, to interpret their meaning or highlight their significance for Courts of Law and to identify the voices of their author(s)“ (1998a, 117). Zjednodušeně a jinými slovy řečeno, „forenzná lingvistika se zaoberá stopami v jazykovom prejave, ktoré odhaľujú pravdu, ktorá je predmetom záujmu trestného práva“.
Forenzní lingvistika tedy hledá, co, nebo spíše kdo, stojí „za textem“, jak se do textu „obtiskla“ autorova osobnost, čímž napomáhá odhalení anonyma, pachatele trestného činu, a stává se tak doplněním jiných kriminalistických metod.
Forenzní analýza zkoumá texty z oblasti běžně dorozumívací, případně administrativní či jiné oblasti, nezabývá se však odhalováním autorství uměleckých textů. Zkoumané texty mohou být značně různorodé z hlediska jazykového i mimojazykového (viz Musilová 2005a, 65). Právě mimojazykové faktory jako soubor psychologických a sociálních faktů ovlivňují jazykové chování a forenzní analýza je schopna prostřednictvím jazykového projevu usuzovat na psychologické a sociální skutečnosti, jako jsou pohlaví, věk, sociální status, místní původ, vzdělání, vliv jiných jazyků, motivace, pravděpodobnost naplnění např. výhrůžek atd. Benčič (2011, 7) uvádí zjednodušeně, k jakým poznatkům forenzní lingvistika, alespoň povrchně, může při analýze dojít: například jazykové prostředky vyjadřující afektivnost (možná i afektovanost), tedy slova jako strašně, nesnesitelný, nenávidět…, naznačují psychickou labilitu, a tedy potenciálně špatné snášení vazby. Naopak výrazy vyjadřující pokornost, lítost (je mi líto…) značí schopnost podřídit se autoritám, zatímco vulgarismy implikují vzdorovitost.
V některých případech je i laik schopen prostřednictvím jazykových prostředků odhalit zvláště sociální charakteristiky původce textu (pokud text není např. úmyslně psán tak, aby sváděl ze stopy): např. slang a neologismy značí příslušnost k nějaké zájmové skupině a mladý věk, archaismy naopak starý věk, přízvuk v mluveném projevu prozrazuje dialektovou příslušnost, případně jinou národnost.
Forenzní způsob zkoumání textu je časově náročný a zodpovědné posouzení vyžaduje několik čtení, podrobné a opakované analýzy. Aignerová (2001) připomíná, že analyzovaný text „nemusí být psán rukou (jak by to vyžadoval grafolog), musí však jít o text původní, vytvořený přímo autorem (pachatelem, podezřelým, anonymem). Z toho důvodu nejsou vždy vhodné například protokoly z výslechů, v nichž je jazyk už určitým způsobem přetvořen do úřední podoby jazyka protokolu.“ Úkolem forenzní lingvistiky je také odhalování spolupráce více osob na jediném textu, v takovém případě se hovoří o tzv. „diferenciační[m] význam[u] expertizy, který […] umožnil odlišit autora a pisatele u textů diktovaných či opisovaných, případně zjistit stylizační spolupráci více osob“.
Kromě zjišťování charakteristik autora např. výhružných nebo vyděračských dopisů se forenzní lingvistika zabývá také přesností znění protokolů, srozumitelností zákonů, právních textů, správností terminologie atd. (viz níže Předmět studia).
Musilová (1995, 49–50) ve své zprávě z konference píše, že název forenzní lingvistika je poměrně široký a obecný, v praxi existuje množství dílčích, „více či méně zavádějících“ pojmenování, jako „forenzní psycholingvistika, stylistická analýza, komparativní stylistika, kvantitativní stylistika, stylometrie, zkoumání sporného autorství, autorská atribuce […], forenzní identifikace mluvčího, hlasová analýza, kriminalistická akustika a fonetika.“ Neexistuje však jednotný názor na to, co vše do rámce této disciplíny zařadit.

## Historie oboru
Forenzní lingvistika je obor poměrně mladý jak v Česku, tak i jinde světě, proto je její historie velice krátká, spojená s jednotlivými případy, a navíc několika málo zeměmi, především západními, jako jsou Spojené státy americké, Spojené království a Německo. Olsson (2006, 7) zmiňuje navíc také Austrálii. Coulthard a Johnson (2010, 5) dokládají, že už v roce 1949 bylo užito termínu forenzní angličtina při zkoumání jazyka anglického práva, ale termín se neujal. Musilová (2005a, 65) uvádí, že název forenzní lingvistika se začal užívat koncem 70. let v Německu a hlavně v anglosaských zemích.
Poprvé se ale název forenzní lingvistika objevil v roce 1968; tehdy ho užil švédský profesor anglické lingvistiky Jan Svartvik v práci The Evans Statements: A Case for Forensic Linguistics, ve které zkoumal údajné výpovědi domnělého vraha Timothyho Johna Evanse poskytnuté policii v roce 1953. Svartvik svou analýzu provedl až v 60. letech (podnětem byly pochybnosti o výpovědích), tedy v době, kdy případ byl již uzavřen a Evans popraven. Analýza tudíž nehrála roli v objasnění případu. Svartvik, jenž svůj obor nalezl především v oblasti anglické gramatiky a korpusové lingvistiky, však nakonec dokázal, že s výpověďmi bylo manipulováno.
„Primitivní“ otázky forenzního charakteru lze sledovat už od antiky: „Otázky autorství zaměstnávaly lidi už od dob antického Řecka, ve kterém dramatikové často jeden druhého obviňovali z plagiátorství“ („Questions of authorship have exercised minds since the times of the ancient Greek playwrights who not infrequently accused each other of plagiarism“) (Olsson 2006, 4). Otázka autorství textu se zdá být tedy v oboru forenzní lingvistiky vůbec nejstarší. Minimálně od 18. století se řešila otázka autorství významných textů, zejména Shakespearových a náboženských (Olsson 2006, 4). McMenamin (2002, 73–74) snahu o identifikaci autora/ů Starého a Nového zákona přičítá německým učencům 19. století. Dále pak McMenamin (2002, 65) píše, že jedním z milníků byl rok 1930, kdy se poprvé objevila práce zabývající se povahou právního jazyka. Obecně se však počátky forenzní lingvistiky kladou do Velké Británie a USA 60. let 20. století. Skutečně moderní forenzní lingvistiku pak lze sledovat od 90. let ve Velké Británii, USA, Německu, Švédsku a Austrálii (Olsson
a Luchjenbroers 2014, 7).
Celkově se ale forenzní lingvistika vyvíjela velice pomalu, prostřednictvím jednotlivých, izolovaných prací, ve kterých se autoři zabývali např. obhajobou práv jedinců, výpověďmi nerodilých mluvčích, vyslýcháním svědků, dokazováním, proč podezřelá osoba nemůže být autorem určité výpovědi, nebo třeba lingvistickou problematikou obchodních značek. Neexistovala (a dosud neexistuje) jednotná metodologie, ta se znovu tvořila s každým jednotlivým případem. Zhruba od roku 1995 narůstá počet případů, ke kterým jsou jako experti přizváni lingvisté, čímž se zvyšuje jejich počet v tomto odvětví, publikuje se více prací a zároveň se tím dal podnět k vypracovávání jednotného přístupu. Uvnitř forenzní lingvistiky se také vyčleňují užší přístupy, např. forenzní fonetika nebo stylistika.
Forenzní lingvistika se „proslavila“ případem zvaným Unabomber (zkratkové slovo pro UNiversity and Airlane BOMBER), což byla přezdívka pro Theodora Kaczynského, který v letech 1978 až 1995 podnikl sérii bombových útoků. Jeho odhalení a zatčení pomohl Donald Foster, textový analytik, když se případu ujal v roce 1995 po tom, co Kaczynský nechal v novinách uveřejnit svůj manifest. Foster z textu dokázal rozpoznat významné charakterové rysy (věk, vzdělání, názory, zájmy…), které vyšetřování správně nasměrovaly právě ke Kaczynskému (podrobněji viz např. Benčič 2011, 28–29; nebo heslo Ted Kaczynski v anglické Wikipedii). Přestože se Donald Foster podílel ještě na jiných případech, v běžném životě pracuje zejména na textových analýzách literárních děl.
V České republice se podle Musilové (2005a, 66) začalo lingvistiky v kriminalistice využívat zhruba v 50. letech 20. století v souvislosti s písmoznalectvím, které se kromě písma soustředilo také na jazykové jevy. Vědecká disciplína se asi v 60. letech osamostatnila jako jazyková expertiza vyjadřování nebo textu. S příchodem nahrávek mluvených projevů v 70. letech se pak rozvíjí tzv. fonoskopie. Aignerová (2001) vidí počátky jazykového rozboru už v československých kriminalistických pracích z 30. let, také ve spojení s písmoznalectvím. V současnosti je česká forenzní lingvistika (jazyková expertiza) vedena pod Kriminalistickým ústavem v Praze.
Forenzní lingvisté se v současnosti sdružují v Mezinárodní asociaci forenzních lingvistů (IAFL), která pořádá své konference, a v Mezinárodní asociaci forenzní fonetiky a akustiky (IAFPA). IAFL byla založena v roce 1993 a v jejím rámci vznikl také časopis Forensic Linguistics, v roce 2003 přejmenovaný na The International Journal of Speech, Language and the Law. Samotné založení asociace a časopisu je v oboru velkou událostí: „[T]ento časopis, který editují Malcom Coulthard a Peter French, a IAFL […] od jejich počátku hrají důležitou roli pro prezentování výzkumu, který je však nyní oficiálnější, pravidelnější a sjednocenější než dříve“ („this journal, edited by Malcolm Coulthard and Peter French, and the IAFL […] have since provided serious venues for the presentation of research that is more regular, unified, and formal than ever before) .

## Hlavní představitelé a jejich přínos
Jak už bylo uvedeno výše, je forenzní lingvistika disciplína poměrně mladá, proto se v ní zatím nestihlo etablovat mnoho vědců. Uvedli jsme již jména „neforenzních“ lingvistů: Jana Svartvika a Donalda Fostera a jejich přínos forenzní lingvistice. Z významnějších jmen současné forenzní lingvistiky musíme zmínit Malcolma Coultharda, kterého např. John Olsson (2006, 5) považuje za vůbec nejvýznamnějšího britského forenzního lingvistu. Coulthard se podílel na objasnění minimálně čtyř velkých případů a mnoha malých. Forenzní lingvistice se věnuje od konce 80. let a dosud o ní napsal dvě monografie. Byl také u základů IAFL a jejího časopisu a založil Centre for Forensic Linguistics na Aston University v Birminghamu.
Olsson a Luchjenbroers (2014, 7) dále oceňují přínos Rogera Shuye: „V USA by měl být oceněn prof. Roger Shuy, zejména za to, že jako první lingvista vnesl forenzní diskurzní analýzu do zkoumání obsahu nahrané a psané komunikace spojené s kriminální aktivitou,“ („In the United States, Prof. Roger Shuy […] should be credited with being the first linguist to bring forensic discourse analysis to the content of recorded interactions and written communications used in, or related to, criminal and alleged criminal activities“) a dále pokračují: „Prof. Harry Hollien je průkopníkem v oblastech identifikace mluvčího, akustické analýzy a vylepšení zvuku […], Dr. Carole Chaski je průkopnicí v syntaktické analýze autorství. Prof. Gerald McMenamin […] napsal několik publikací týkajících se forenzní stylistiky a účastnil se jako svědek mnoha soudních případů v USA.“ („Prof. Harry Hollien […] is a pioneer in the areas of speaker identification, acoustic analysis and audio enhacement […], Dr Carole Chaski has pioneered the syntactic analysis of authorship. Prof. Gerald McMenamin […] has written several textbooks on forensic stylistics and has appeared as a witness in many trials in the United States.“)
Sám John Olsson se forenzní lingvistice plně věnuje od roku 1994, účastnil se přibližně 450 případů a běžně je představiteli práva žádán o lingvistický názor. Je ředitelem Forensic Linguistics Institute ve Walesu a o forenzní lingvistice napsal tři monografie.
Z dalších zahraničních jmen, spojených s IAFL a publikujících o forenzní lingvistice, zmiňme ještě Johna Gibbonse a Janet Cotterill. Z německého prostředí do forenzní lingvistiky zasáhl především Hannes Kniffka.
Forenzní lingvistice je věnována pozornost zejména v západních zemích (Německu, Velké Británii, USA). V českém prostředí je povědomí o této disciplíně velice mlhavé; nejvýraznější osobou tohoto oboru je u nás Václava Musilová, jež vypracovává forenzní jazykové analýzy v rámci oboru kriminalistiky, články publikuje od 80. let. Za zmínku stojí také Tatiana Tkačuková, která v současnosti působí na MU v Brně a zkoumá jazykový styk laiků a zástupců práva a dále mluvený soudní diskurz. Svůj článek o křížovém výslechu publikovala také v zahraničním sborníku editovaném Malcolmem Coulthardem.

## Předmět studia
Předmětem studia forenzní lingvistiky jsou texty, a to buď z hlediska formálního a/nebo obsahového, tzn. jak je text realizován (jednoduše řečeno materiál, písmo, hlas) a/nebo jaký má ten který jazykový prostředek konkrétní význam. Především se forenzní lingvistika zabývá psanými texty běžně dorozumívací stylové roviny, čím dál více se ale věnuje i textům mluveným. Jak uvádí Musilová (2005a, 68), nejběžnějším typem textu k forenzní analýze bývají rozličné anonymní dopisy. Liší se mnoha charakteristikami, z nichž nejdůležitější jsou téma a motivace, které plynou ze vztahu autora a příjemce textu a které určují povahu trestného činu. Podle Musilové (2005a, 69) jsou z anonymních dopisů nejfrekventovanější a zároveň nejzávažnější dopisy výhružné a vyděračské, dále se objevují dopisy pomlouvačné, kompromitující, urážlivé, upozorňující na trestnou činnost, udavačské a obscénní. Jiným typem zkoumaného textu jsou deníkové záznamy, dopisy sebevrahů nebo rozlučkové dopisy. Forenzní lingvistika studuje také texty administrativní (případně odborné) oblasti, u nichž se zkoumá např. protiprávní zasahování do znění písemností, smluv nebo jejich stylizování. Dále se zkoumá autentičnost závětí nebo výpovědi v protokolu. Šířeji a nověji pojatá forenzní lingvistika se také vyjadřuje k víceznačnosti formulací tvrzení a vhodnosti terminologie zejména právních textů. Zabývá se také právní komunikací (např. komunikace laika s představitelem práva nebo komunikací v soudní síni).
Publikace Geralda McMenamina (2002, 67–78), zde 'pars pro toto novější anglosaské forenzní lingvistiky, vyděluje několik dílčích disciplín podle předmětu jejich zájmu. Forenzní fonetiku auditivní a akustickou, které se zabývají rozlišením a identifikací mluvčího oběťmi, identifikací regionálních charakteristik mluvčího, odhalením zastírání přízvuku atd., dále oblast sémantického významu, jež se zabývá pochopitelností, jednoznačností, vysvětlitelností složitého jazyka práva a zákonů, oblast pragmatického významu a diskurzu se věnuje odhalování skutečného zamýšleného významu, studiu specifických kontextů, diskurzů a komunikačních aktů (např. vyslýchání, jazyk v soudní síni, právnický jazyk, výhrůžky, varování). Stylistika a sporné autorství se snaží o identifikaci autora kvalitativně a kvantitativně (viz níže Metody zkoumání), dále se v praxi uplatňuje analýza jazyka práva, analýza jazyka všech přítomných v soudní síni či překlad forenzních textů.
McMenamin (2002, 78–87) dále samostatně vyděluje disciplíny, které s forenzní lingvistikou souvisejí volně nebo téměř vůbec, či jsou s ní spojovány nenáležitě. Z disciplín souvisejících mluví o zkoumání dokumentu z hlediska materiálního, fyzického, dále o softwarové forenzice, která se věnuje zkoumání stylu kódování programátora. Zmiňuje také možnost využití softwaru k odhalení plagiátu zvláště ve studentských pracích. Některé práce jsou také věnovány sémiotice práva a právního diskurzu. Za nevhodné považuje užití psycholingvistiky, zvláště při zkoumání výhružného jazyka. Poznatky (sociální a psychologické pozadí autora textu) plynoucí z aplikace psychologie nemusejí být nepsychologovi jasné (zvláště z terminologických důvodů), a je tedy těžké je vyhodnotit a navíc posoudit jejich spolehlivost. Za předmět forenzní lingvistiky také nepovažuje psycholingvistickému profilování podobné zkoumání literárních textů, kterému se věnuje např. již zmíněný Donald Foster.
V Česku je forenzní lingvistika pojímána spíše úžeji jako stylistická, „autorskoidentifikační“, „textověkomparační“ disciplína, která bere v úvahu psycholingvistické profilování. Obě tradice ale spojuje centrální zájem o autorství. V obou se také rozvíjí zájem o popis jazyka zákonů a popis jazyka právní komunikace (v psané i mluvené formě). Obecně se za předmět zkoumání nepovažuje sporné autorství literárních děl.

## Metody zkoumání
Aignerová uvádí tři fáze zkoumání: seznámení se s textem, tedy proces několika čtení, rozčlenění a opatření poznámkami, druhou fází je analýza výstavby textu, která se věnuje „logickému sledu, délce a stavbě vět, volbě slov, jejich uspořádání a zvukové podobě, zastoupení jednotlivých slovních druhů, krajových výrazů, internacionalismů a slov málo frekventovaných, zastaralých nebo naopak nových, opakování slov, použití gramatických forem (časy, rod činný nebo trpný, vidy, oznamovací, rozkazovací nebo podmiňovací způsob apod.). Pozornost je třeba věnovat i interpunkčním znakům (čárky, pomlčky, otazníky, vykřičníky), jejich frekvenci a způsobu užití a psaní velkých a malých písmen.“ Poslední fází je interpretace: „Co text obsahuje? Proč to autor říká právě tak? Kde je jádro výpovědi? Co to může znamenat a proč, jak to může text doložit?“ (Aignerová 2001).
Musilová (2005b, 98) uvádí, že „základní metodou je všestranný jazykový a stylový rozbor (kvalitativní), tj. analýza textu z hlediska jednotlivých jazykových rovin (morfologické, syntaktické, stylistické, pravopisné)“. Dodává, že lze užít i metod kvantitativních (statistických), přestože „cílem zkoumání není komplexní rozbor všech jazykových vlastností, ale poznání takových charakteristických rysů, které jsou typické pro jazykové chování skupin lidí nebo jednoho autora“.
Základními postupy této metody jsou profilování a komparace. Při profilování nemáme podezřelého, analýza směřuje k vytvoření profilu, portrétu možného původce textu, tedy k vytvoření jakéhosi seznamu vlastností, které vyplývají ze zkoumaného textu; jde o určování tzv. skupinové příslušnosti autora (okruh všech možných autorů se zúží jen na určitou skupinu něčím příznačnou). Na této analýze se podílí i psycholog, proto se také označuje jako psycholingvistické profilování.
Komparace pak spočívá v porovnávání dvou a více textů. Podezřelého už máme, jde o to zjistit, zda jsou všechny zkoumané texty dílem tohoto podezřelého; jedná se o tzv. individuální identifikaci autora. Tyto postupy lze chápat a využít jako různá stadia analýzy. Nejprve se snažíme na základě textu vytvořit profil a pak určit, zda tento profil odpovídá všem zkoumaným textům.
Zejména u identifikace autora „je třeba stavět na vlastnostech, které jsou zautomatizované, relativně stabilní, ale málo vědomé či vůbec nevědomé. Velmi hodnotné proto bývají znaky syntaktické a kompoziční […]. Naproti tomu prostředky lexikální a pravopisné nemusejí být vždy spolehlivým ukazatelem individuálnosti, protože jsou více náchylné jak k napodobování, tak úmyslnému měnění.“
Další přístup představuje metoda kvantitativní (statistická), která je však využitelná pouze u delších textů, a jak uvádí Couthard, v praxi se odborníci setkávají především s texty kratšími. „[F]orenzní lingvisté se často setkávají s texty kratšími než 100 slov a zřídka s texty delšími než 750 slov. To znamená, že tradiční frekvenční analýza specifického lexika a kolokací není možná – jsou v textu velice vzácně na to, aby něco vypověděly.“ („forensic linguists are often faced with texts considerably less than 100 words long and rarely with texts much longer than 750 words. What this means is that the traditional analysis of the frequency of specific lexical items and their collocations is not possible – they simply occur too rarely to be usable“ (Coulthard 1998b, 142). Někdy se v souvislosti s kvantitativními metodami mluví
o tzv. stylometrii. Kvalitativní a kvantitativní metody mohou být do jisté míry chápany jako opačné, často se však doplňují.
Olsson (2006, 2) navíc upozorňuje, že lingvistiku lze aplikovat různě z hlediska jejích užších teorií (konverzační analýza, analýza diskurzu, teorie gramatiky, teorie mluvních aktů …) podle toho, co je třeba na forenzním materiálu zkoumat a vysvětlit.

## Hlavní pojmy
- Jazykový znak. Podle Musilové (2005b, 101) je základním pojmem při identifikaci autora tzv. jazykový znak. Nejde však o jazykový znak ve smyslu obecně lingvistickém či sémiotickém. „Lze jej charakterizovat jako takový prostředek (jazykovou vlastnost), vedle něhož je možnost výběru jiného souznačného prostředku (např. tvaroslovná koncovka říkám není znak, protože neexistuje jiná možnost, ale výběr ze tří variant češu/češi/česám je znak).“
- Sporný materiál. Z dalších pojmů uveďme např. sporný materiál, což je text, jehož autora neznáme.
- Srovnávací materiál. Např. anonymní dopis adresovaný instituci je vhodné srovnat s dopisem veřejného charakteru, např. stížností. Je nutné srovnávat materiály stejného typu. Základním typem srovnávacího materiálu je jazyková ukázka, což je text, který daná osoba vytvořila, aniž věděla, že bude analyzován.[13]

## Využití
Forenzní lingvistika se využívá při kriminalistickém pátrání, kde se k analýze pachatele využívá písemného a mluveného projevu. Zkoumáním určitého textu určují některé znaky jeho autora – např. stáří, vzdělání, původ, sociální postavení, temperament, agresivitu, fyzické či psychické zdravotní postižení. Rozborem řeči lze rozpoznat např. krajový přízvuk.